# Shire of Toodyay
Shire of Toodyay is een lokaal bestuursgebied (LGA) in de regio Wheatbelt in West-Australië. De hoofdplaats is Toodyay.

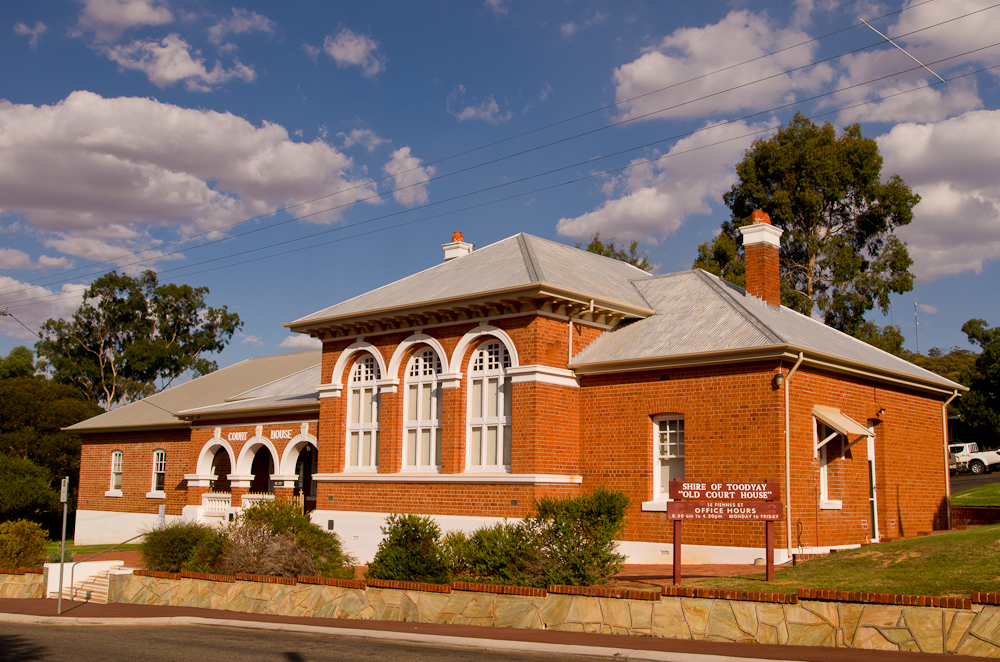
Districtsgebouw (2014)

## Geschiedenis
Op 24 januari 1871 werd het Toodyay Road District gesticht. Ten gevolge de Local Government Act van 1960 veranderde het district op 23 juni 1961 van naam en werd de Shire of Toodyay.

## Beschrijving
De Shire of Toodyay ligt in de vallei van de rivier de Avon, ongeveer 85 kilometer ten oosten van de West-Australische hoofdstad Perth, en is 1.683 km² groot. De Eastern Railway en de Great Eastern Highway lopen door het district.
In 2021 telde Shire of Toodyay 4.601 inwoners, tegenover 3.742 in 2001. Minder dan 5 % van de bevolking gaf tijdens de volkstelling van 2021 aan van inheemse afkomst te zijn.
Shire of Toodyay is een landbouwdistrict in de regio Wheatbelt. Het ontwikkelde zich al vroeg na de oprichting van de kolonie aan de rivier de Swan. In 1980 werd de hoofdplaats Toodyay door de National Trust tot historische plaats uitgeroepen. Naast de landbouw is het toerisme er een groeiende economische sector.

## Plaatsen, dorpen en lokaliteiten
- Toodyay
- Bailup
- Bejoording
- Coondle
- Culham
- Dewars Pool
- Dumbarton
- Hoddys Well

- Julimar
- Moondyne
- Morangup
- Nardie
- Nunile
- Wattening
- West Toodyay

## Bevolkingsevolutie
| Jaar | Bevolkingsaantal |
| ---- | ---------------- |
| 1911 | 1.480            |
| 1921 | 1.545            |
| 1933 | 1.462            |
| 1947 | 1.237            |
| 1954 | 1.525            |
| 1961 | 1.369            |
| 1966 | 1.388            |
| 1971 | 1.725            |
| 1976 | 1.138            |
| 1981 | 1.450            |
| 1986 | 1.831            |
| 1991 | 2.451            |
| 1996 | 3.186            |
| 2001 | 3.744            |
| 2006 | 4.112            |
| 2011 | 4.387            |
| 2016 | 4.439            |
| 2021 | 4.601            |